# Echinophoreae
Tribu
Classification APG III (2009)
Les Echinophoreae sont une tribu de plantes à fleurs de la sous-famille des Apioideae dans la famille des Apiaceae.

## Nom
La tribu des Echinophoreae est décrite en 1867 par les botanistes britanniques George Bentham et Joseph Dalton Hooker.

## Liste des genres
Selon NCBI :
- Anisosciadium
- Dicyclophora
- Echinophora
- Mediasia
- Nirarathamnos
- Pycnocycla
- Rughidia